# Lejb Pluskałowski
Lejb Pluskałowski pseud. Zalman Skałow (ur. w 1908, zm. w 1942) – polsko-żydowski pisarz.
W trakcie okupacji niemieckiej znalazł się w getcie warszawskim. W podziemnym archiwum getta warszawskiego tworzonym przez grupę Oneg Szabat, Skałow złożył swoją powieść pt. Di hak on krajc (j. pol. Swastyka nad gettem). Zginął w trakcie wielkiej akcji deportacyjnej w getcie warszawskim latem 1942 roku. 